# Brachycara advena
Brachycara advena är en tvåvingeart som först beskrevs av Walker 1851.  Brachycara advena ingår i släktet Brachycara och familjen vapenflugor. Inga underarter finns listade i Catalogue of Life.